# Ordinary Love
„Ordinary Love“ je píseň irské rockové skupiny U2, která byla představena koncem listopadu 2013. Šlo o poctu Nelsonu Mandelovi a byla napsána pro životopisný film Mandela: Dlouhá cesta ke svobodě. Píseň byla vydána jako 10" singl dne 29. listopadu 2013 (Record Store Day), přičemž na její B-straně byla nová verze starší písně „Breathe“. Skupina za píseň získala Zlatý glóbus za nejlepší filmovou píseň. Autorem textu je zpěvák Bono a hudbu složili členové skupiny společně s producentem Danger Mousem. V původní nahrávce písně hráli Bono (zpěv, klavír), The Edge (kytara, klavír, doprovodné vokály), Adam Clayton (baskytara) a Larry Mullen mladší (bicí, perkuse, doprovodné vokály) společně s dalšími hudebníky, jimiž byli: Danger Mouse (klavír, syntezátory), Declan Gaffney (klavír, syntezátory), Barry Gorey (syntezátory) a Angel Deradoorian (doprovodné vokály).